# Kreditermächtigung
Kreditermächtigung ist ein Begriff des deutschen Haushaltsrechts, der bei öffentlichen Haushalten die durch das Haushaltsgesetz bestimmte Ermächtigung zur Aufnahme von Krediten sowohl zur Deckung von Ausgaben als auch zur Aufrechterhaltung einer ordnungsmäßigen Kassenwirtschaft (Kassenverstärkungskredite oder Kassenkredite) bezeichnet.

## Staatliche Untergliederungen
Kreditermächtigungen gibt es auf allen staatlichen Untergliederungen. Im Bundeshaushalt ist die Ermächtigung in § 2 Abs. 1 Bundeshaushaltsgesetz (Deutschland), in den Ländern in § 2 Abs. 2 LHO und für die kommunale Ebene in den Gemeindeordnungen (z. B. § 86 Abs. 2 GemO NRW) enthalten, bei Gemeinden in den Haushaltssatzungen verankert. Eine spezielle Kreditermächtigung für den Bundesfinanzminister resultiert aus der Bankenrettung. Nach § 9 FMStFG dürfen bis zu 70 Mrd. Euro für Zwecke der Bankenrettung als Kredit aufgenommen werden.
In Haushaltsgesetz/Satzung wird genau bestimmt, in welcher Höhe die haushaltsführende Stelle Kredite aufnehmen darf. Die Formulierung im Gesetz ist immer gleich: „…wird ermächtigt, zur Deckung von Ausgaben für das Haushaltsjahr … Kredite bis zur Höhe von … aufzunehmen.“ Hinzu kommen Tilgungen für die im selben Haushaltsjahr fällig werdenden Kredite (§ 2 Abs. 2 LHO), sofern diese nicht aus regulären Einnahmen bestritten werden können. Diese Ermächtigung gilt allgemein bis zum Ende des Haushaltsjahres. Ausnahmsweise erstreckt sie sich auch auf das Jahr danach, wenn das Haushaltsgesetz für das nächste Haushaltsjahr nicht rechtzeitig verkündet wurde (§ 18 Abs. 3 LHO).

## Umfang
Kreditermächtigungen aus Haushaltsgesetz oder -satzung stellen keine Verpflichtung zur Kreditaufnahme dar. Mithin muss eine bestehende Kreditermächtigung nicht (vollständig) ausgenutzt werden, wenn sich die geplante Haushaltslage in Wirklichkeit günstiger darstellt. Die Kreditermächtigung umfasst sowohl die Deckung von Ausgaben (§ 18 Abs. 2 Nr. 1 LHO) als auch die Aufnahme von Kassenverstärkungskrediten (Kassenkredite; § 18 Abs. 2 Nr. 2 LHO). Die Höhe der Ermächtigung zur Aufnahme von Krediten zur Deckung von Ausgaben ergibt sich im jeweiligen Haushaltsgesetz (§ 2 LHO) aus der Netto-Kreditermächtigung zuzüglich der Einnahmen aus Krediten bei öffentlichen Haushalten (Gebietskörperschaften, Sondervermögen und Gemeindeverbänden). Dieser Kreditrahmen erhöht sich u. a. um die gemäß § 12 Abs. 1 HGrG und § 17 Abs. 4 LHO nicht veranschlagten Beträge zur Tilgung von im jeweiligen Haushaltsjahr fällig werdenden Krediten. Die Kreditaufnahme und damit auch die Kreditermächtigung war bis 2011 nach Art. 115 GG (und in den entsprechenden Landesverfassungen; vgl. § 83 LV NRW) auf die Höhe der Investitionsausgaben begrenzt. Eine Ausnahme war nur bei Störung des gesamtwirtschaftlichen Gleichgewichts möglich.
Damit Investitionsvorhaben zügig durchgeführt werden können, dürfen nicht genutzte Kreditermächtigungen nach § 22 GemHVO übertragen werden. Hiernach bleiben Kreditermächtigungen für Auszahlungen bei Investitionen bis zur Fälligkeit der letzten Zahlung für ihren Zweck verfügbar. In der Haushaltspraxis kommt es vor, dass von einer Kreditermächtigung im laufenden Jahr kein Gebrauch gemacht werden kann, weil eine Investition durch unvorhersehbare Ereignisse (z. B. vergaberechtliche Gründe) in das nächste Jahr verschoben werden muss. Bei Baumaßnahmen gilt jedoch eine Kreditermächtigung längstens 2 Jahre nach Schluss des Haushaltsjahres, in dem die Investition wesentlich genutzt wird (§ 19 Abs. 1 KommHVO).
Nach § 82 Abs. 2 GemO NRW sind Kreditermächtigungen bei vorläufiger Haushaltsführung bis zu 25 % des Betrages der letzten Haushaltssatzung für Investitionen statthaft; sie sind durch die Kommunalaufsicht zu genehmigen. Kommunen mit einem Nothaushalt erstellen eine jährliche Prioritätenliste, nach der Kreditermächtigungen von der Kommunalaufsicht erteilt werden. Der aus § 82 GemO NRW abgeleitete Grundsatz eines maximal genehmigungsfähigen Kreditrahmens in Höhe einer Nettokreditaufnahme von Null für unrentierliche Investitionsleistungen von Kommunen in der vorläufigen Haushaltswirtschaft habe sich in der Praxis bewährt.